# Aristosyrphus macroptera
Aristosyrphus macroptera är en tvåvingeart som först beskrevs av Charles Howard Curran 1941.  Aristosyrphus macroptera ingår i släktet Aristosyrphus och familjen blomflugor. Inga underarter finns listade i Catalogue of Life.